# Sloknuten
Der Sloknuten (norwegisch für Mühlgrabenspitze) ist ein 2765 m hoher Berg im ostantarktischen Königin-Maud-Land. Im Mühlig-Hofmann-Gebirge ragt er unmittelbar südwestlich des Slokstallen auf.
Norwegische Kartographen, die den Berg auch benannten, kartierten ihn anhand von Luftaufnahmen und Vermessungen der Dritten Norwegischen Antarktisexpedition (1956–1960).